# Charivari (Bavière)
Pour les articles homonymes, voir charivari.

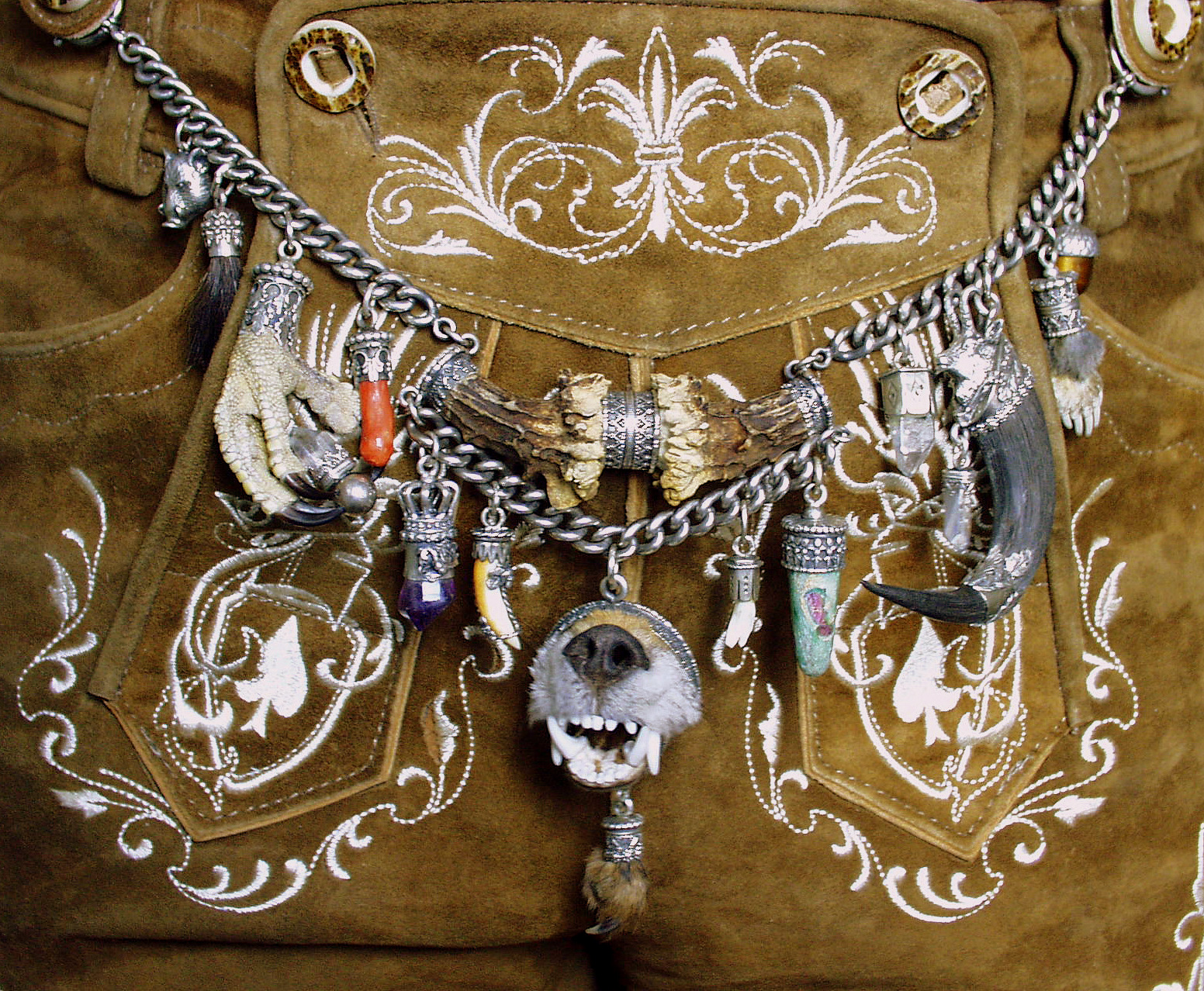
Charivari bavarois

Un charivari est, en Bavière, un élément du costume traditionnel. Il se présente comme une sorte de guirlande où sont enfilés divers « trophées » tels que dents de fauves, pièces d'argent, etc. Les hommes portent le charivari à la ceinture de leur lederhose (pantalon de cuir bavarois), les femmes l'arborent sur leur dirndl (robe traditionnelle).

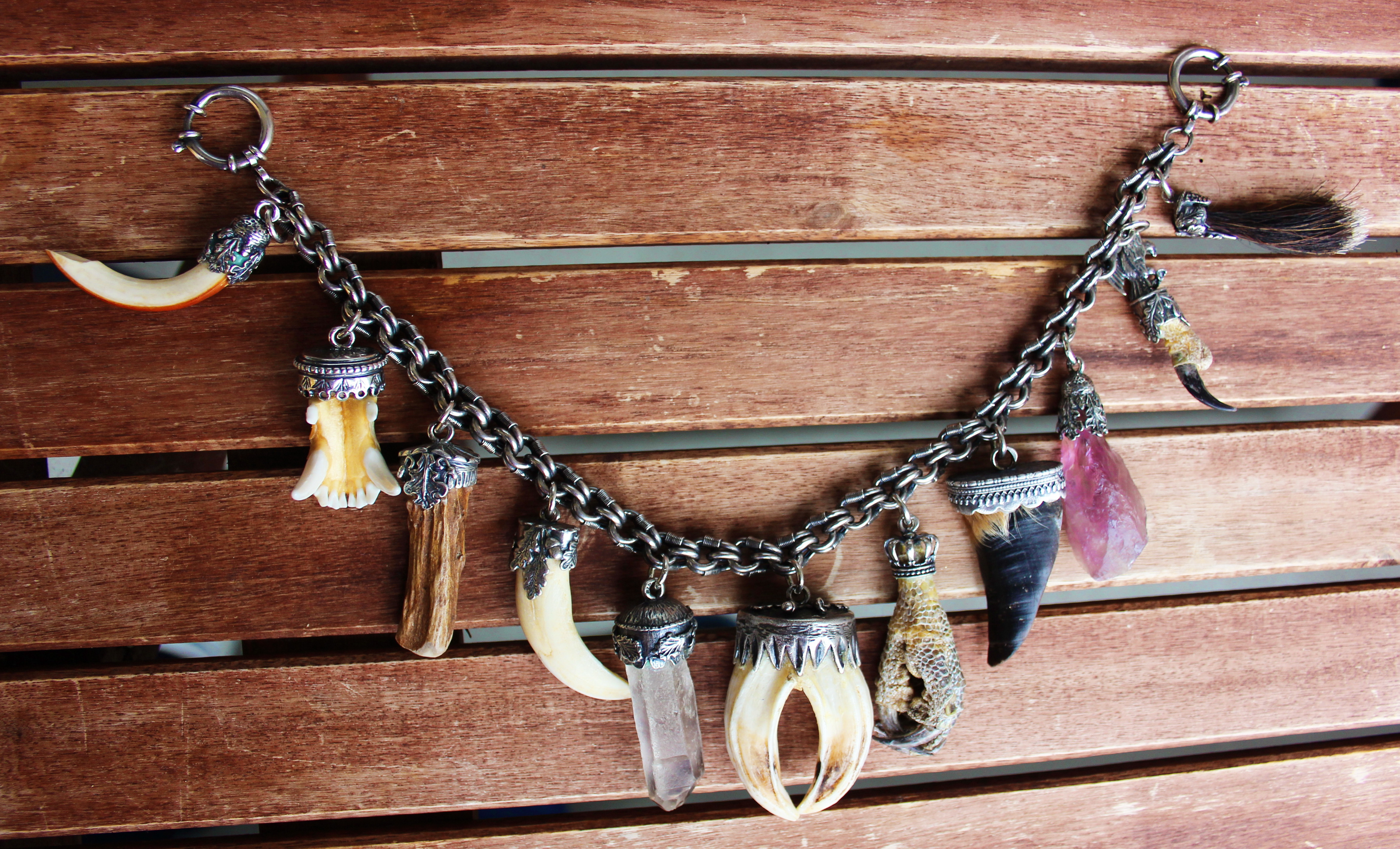